# Benigama
Benigama (també Beniganna o Benigalim) és un antic llogaret, actualment despoblat, que s'ubica al terme municipal d'Alcoleja, a la comarca valenciana del Comtat.
Era una aldea morisca, del que se'n té constància de què cap al 1563 hi vivien tres famílies. Fins al 1535 va pertànyer al terme de Penàguila, aleshores es va incorporar a Ares del Bosc. El 1574 s'agrega a la parròquia d'Alcoleja, quan hi resideixen vuit cases de cristians conversos, segons apunta Josep Sanchis Sivera al seu Nomenclator geográfico-eclesiástico.